# Natação no Campeonato Mundial de Esportes Aquáticos de 2015 - 100 m borboleta feminino

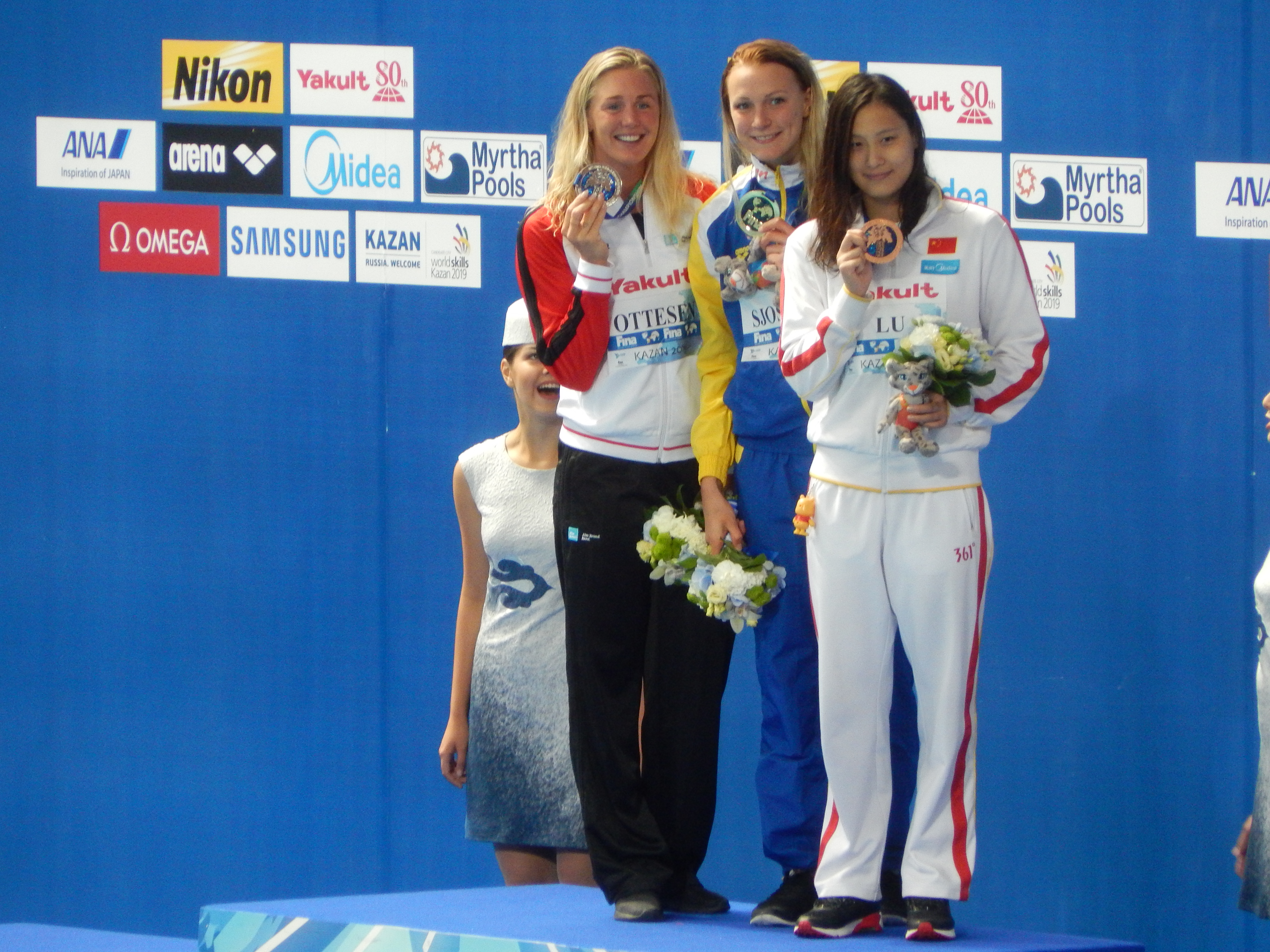
Cerimônia de Vitória; Medalhistas nos 100 metros borboleta feminino em Cazâ 2015.

A prova dos 100 metros borboleta feminino da natação no Campeonato Mundial de Esportes Aquáticos de 2015 ocorreu nos dias 2 de agosto e 3 de agosto em Cazã na Rússia. 

## Recordes
Antes desta competição, os recordes mundiais e do campeonato nesta prova eram os seguintes:
| Tipo                  | Atleta         | Tempo | Local   | Data                |
| --------------------- | -------------- | ----- | ------- | ------------------- |
|                       | Dana Vollmer   | 55.98 | Londres | 29 de julho de 2012 |
| Recorde do campeonato | Sarah Sjöström | 56.06 | Roma    | 27 de julho de 2009 |

Os seguintes novos recordes foram estabelecidos durante esta competição. 
| Data        | Prova     | Nadadora       | Nacionalidade | Tempo | Recordes |
| ----------- | --------- | -------------- | ------------- | ----- | -------- |
| 2 de agosto | Semifinal | Sarah Sjöström | Suécia        | 55.74 | ,        |
| 3 de agosto | Final     | Sarah Sjöström | Suécia        | 55.64 | ,        |

## Medalhistas
| Ouro                 | Prata                  | Bronze        |
| Sarah Sjöström (SWE) | Jeanette Ottesen (DEN) | Lu Ying (CHN) |

## Resultados

### Eliminatórias
Esses foram os resultados das eliminatórias. 
| Pos. | Bateria | Raia | Nadadora             | Nacionalidade  | Tempo | Notas            |
| ---- | ------- | ---- | -------------------- | -------------- | ----- | ---------------- |
| 1    | 7       | 4    | Sarah Sjöström       | Suécia         | 56.47 | Q                |
| 2    | 6       | 4    | Jeanette Ottesen     | Dinamarca      | 57.79 | Q                |
| 3    | 5       | 5    | Inge Dekker          | Países Baixos  | 57.82 | Q                |
| 4    | 7       | 2    | Lu Ying              | China          | 57.84 | Q                |
| 5    | 5       | 4    | Katerine Savard      | Canadá         | 57.96 | Q                |
| 6    | 6       | 7    | Alexandra Wenk       | Alemanha       | 58.05 | Q                |
| 7    | 5       | 6    | Kendyl Stewart       | Estados Unidos | 58.06 | Q                |
| 8    | 7       | 5    | Emma McKeon          | Austrália      | 58.12 | Q                |
| 9    | 7       | 1    | An Se-hyeon          | Coreia do Sul  | 58.24 | Q,               |
| 10   | 6       | 5    | Madeline Groves      | Austrália      | 58.31 | Q                |
| 11   | 6       | 6    | Chen Xinyi           | China          | 58.34 | Q                |
| 12   | 7       | 7    | Noemie Thomas        | Canadá         | 58.35 | Q                |
| 13   | 7       | 8    | Kimberly Buys        | Bélgica        | 58.36 | Q,               |
| 14   | 6       | 3    | Ilaria Bianchi       | Itália         | 58.37 | Q                |
| 15   | 7       | 0    | Natsumi Hoshi        | Japão          | 58.47 | Q                |
| 16   | 5       | 3    | Rachael Kelly        | Reino Unido    | 58.48 | DES              |
| 16   | 6       | 9    | Farida Osman         | Egito          | 58.48 | DES,             |
| 18   | 5       | 1    | Daynara de Paula     | Brasil         | 58.59 |                  |
| 19   | 5       | 2    | Jemma Lowe           | Reino Unido    | 58.74 |                  |
| 20   | 6       | 2    | Claire Donahue       | Estados Unidos | 58.77 |                  |
| 21   | 6       | 1    | Marie Wattel         | França         | 58.84 |                  |
| 22   | 6       | 8    | Katarína Listopadová | Eslováquia     | 58.87 |                  |
| 23   | 4       | 5    | Anna Ntountounaki    | Grécia         | 58.90 |                  |
| 24   | 7       | 9    | Beryl Gastaldello    | França         | 59.06 |                  |
| 25   | 5       | 8    | Evelyn Verrasztó     | Hungria        | 59.09 |                  |
| 26   | 5       | 7    | Nataliya Lovtsova    | Rússia         | 59.11 |                  |
| 27   | 5       | 9    | Danielle Villars     | Suíça          | 59.21 | Recorde nacional |
| 28   | 5       | 0    | Anna Polyakova       | Rússia         | 59.42 |                  |
| 29   | 4       | 8    | Sze Hang Yu          | Hong Kong      | 59.72 |                  |
| 30   | 4       | 4    | Park Jin-young       | Coreia do Sul  | 59.74 |                  |

| Ver o restante da classificação | Ver o restante da classificação | Ver o restante da classificação | Ver o restante da classificação | Ver o restante da classificação | Ver o restante da classificação | Ver o restante da classificação |
| Pos.                            | Bateria                         | Raia                            | Nadadora                        | Nacionalidade                   | Tempo                           | Notas                           |
| ------------------------------- | ------------------------------- | ------------------------------- | ------------------------------- | ------------------------------- | ------------------------------- | ------------------------------- |
| 31                              | 6                               | 0                               | Daiene Dias                     | Brasil                          | 59.75                           |                                 |
| 32                              | 7                               | 6                               | Elena Di Liddo                  | Itália                          | 59.78                           |                                 |
| 33                              | 4                               | 3                               | Judit Ignacio Sorribes          | Espanha                         | 59.87                           |                                 |
| 34                              | 4                               | 7                               | Emilia Pikkarainen              | Finlândia                       | 1:00.16                         |                                 |
| 34                              | 4                               | 1                               | Lucie Svěcená                   | Chéquia                         | 1:00.16                         |                                 |
| 36                              | 4                               | 9                               | Quah Ting Wen                   | Singapura                       | 1:00.30                         |                                 |
| 37                              | 3                               | 4                               | Jessica Camposano               | Colômbia                        | 1:00.42                         |                                 |
| 38                              | 3                               | 5                               | Isabella Páez                   | Venezuela                       | 1:00.58                         | Recorde nacional                |
| 39                              | 4                               | 0                               | Nastja Govejšek                 | Eslovênia                       | 1:01.15                         |                                 |
| 40                              | 3                               | 7                               | Ana Monteiro                    | Portugal                        | 1:01.53                         |                                 |
| 41                              | 3                               | 3                               | Marie Meza                      | Costa Rica                      | 1:01.59                         |                                 |
| 42                              | 3                               | 2                               | Jasmine Al-Khaldi               | Filipinas                       | 1:02.37                         |                                 |
| 43                              | 3                               | 6                               | Jóhanna Gústafsdóttir           | Islândia                        | 1:02.43                         |                                 |
| 44                              | 3                               | 8                               | Sotiria Neofytou                | Chipre                          | 1:02.83                         |                                 |
| 45                              | 4                               | 6                               | Sharo Rodríguez                 | México                          | 1:02.97                         |                                 |
| 46                              | 4                               | 2                               | Laura Arroyo                    | México                          | 1:03.18                         |                                 |
| 47                              | 2                               | 7                               | Felicity Passon                 | Seicheles                       | 1:03.29                         |                                 |
| 48                              | 3                               | 9                               | Amina Kajtaz                    | Bósnia e Herzegovina            | 1:03.39                         |                                 |
| 49                              | 1                               | 4                               | Noel Borshi                     | Albânia                         | 1:03.85                         |                                 |
| 50                              | 3                               | 1                               | Monalisa Lorenza                | Indonésia                       | 1:03.85                         |                                 |
| 51                              | 3                               | 0                               | Talita Baqlah                   | Portugal                        | 1:04.23                         |                                 |
| 52                              | 2                               | 5                               | Jannah Sonnenschein             | Moçambique                      | 1:04.48                         |                                 |
| 53                              | 2                               | 4                               | Estefania Urzua                 | Chile                           | 1:04.64                         |                                 |
| 54                              | 2                               | 2                               | Dalia Torrez Zamora             | Nicarágua                       | 1:04.75                         |                                 |
| 55                              | 2                               | 1                               | Emily Muteti                    | Quênia                          | 1:04.91                         |                                 |
| 56                              | 2                               | 6                               | Caylee Watson                   | Ilhas Virgens Americanas        | 1:05.70                         |                                 |
| 57                              | 2                               | 3                               | Ana Nobrega                     | Angola                          | 1:05.84                         |                                 |
| 58                              | 2                               | 8                               | Lara Butler                     | Ilhas Caimã                     | 1:06.10                         |                                 |
| 59                              | 2                               | 9                               | Alsu Bayramova                  | Azerbaijão                      | 1:06.79                         |                                 |
| 60                              | 1                               | 3                               | María Ribera                    | Bolívia                         | 1:07.09                         |                                 |
| 61                              | 1                               | 6                               | Amarah Phillip                  | Ilhas Virgens Britânicas        | 1:08.60                         |                                 |
| 62                              | 1                               | 5                               | Tegan McCarthy                  | Papua-Nova Guiné                | 1:08.82                         |                                 |
| 63                              | 2                               | 0                               | Choe Su-rim                     | Coreia do Norte                 | 1:08.98                         |                                 |
| 64                              | 1                               | 1                               | Bo-Anne Bos                     | Curaçau                         | 1:12.43                         |                                 |
| 65                              | 1                               | 2                               | Johanna Umurungi                | Ruanda                          | 1:13.14                         |                                 |
| 66                              | 1                               | 0                               | Dirngulbai Misech               | Palau                           | 1:14.05                         |                                 |
| 67                              | 1                               | 7                               | Nooran Ba Matraf                | Iêmen                           | 1:14.43                         |                                 |
| 68                              | 1                               | 9                               | Charissa Panuve                 | Tonga                           | 1:16.48                         |                                 |
| 69                              | 1                               | 8                               | Nada Arkaji                     | Catar                           | 1:17.30                         |                                 |
| 70                              | 7                               | 3                               | Liliána Szilágyi                | Hungria                         |                                 | DNS                             |

Desempate
Esse foi o resultado do desempate da qual definiu o ultimo classificado as semifinais da prova. 
| Pos. | Raia | Nadadora      | Nacionalidade | Tempo | Notas            |
| ---- | ---- | ------------- | ------------- | ----- | ---------------- |
| 1    | 4    | Rachael Kelly | Reino Unido   | 58.17 | Q                |
| 2    | 5    | Farida Osman  | Egito         | 58.22 | Recorde nacional |

### Semifinal
Esses foram os resultados das semifinais.
Semifinal 1
| Pos. | Raia | Nadadora         | Nacionalidade | Tempo | Notas |
| ---- | ---- | ---------------- | ------------- | ----- | ----- |
| 1    | 4    | Jeanette Ottesen | Dinamarca     | 57.04 | Q     |
| 2    | 5    | Lu Ying          | China         | 57.36 | Q     |
| 3    | 6    | Emma McKeon      | Austrália     | 57.59 | Q     |
| 4    | 3    | Alexandra Wenk   | Alemanha      | 57.77 | Q,    |
| 5    | 7    | Noemie Thomas    | Canadá        | 58.05 | DES   |
| 6    | 2    | Madeline Groves  | Austrália     | 58.17 |       |
| 7    | 8    | Rachael Kelly    | Reino Unido   | 58.27 |       |
| 8    | 1    | Ilaria Bianchi   | Itália        | 58.49 |       |

Semifinal 2
| Pos. | Raia | Nadadora        | Nacionalidade  | Tempo | Notas |
| ---- | ---- | --------------- | -------------- | ----- | ----- |
| 1    | 4    | Sarah Sjöström  | Suécia         | 55.74 | Q,    |
| 2    | 3    | Katerine Savard | Canadá         | 57.52 | Q     |
| 3    | 7    | Chen Xinyi      | China          | 57.63 | Q     |
| 4    | 5    | Inge Dekker     | Países Baixos  | 58.05 | DES   |
| 5    | 6    | Kendyl Stewart  | Estados Unidos | 58.14 |       |
| 6    | 2    | An Se-hyeon     | Coreia do Sul  | 58.44 |       |
| 7    | 8    | Natsumi Hoshi   | Japão          | 58.45 |       |
| 8    | 1    | Kimberly Buys   | Bélgica        | 59.08 |       |

### Final
Esse foi o resultado da fina. 
| Pos.              | Raia | Nadadora         | Nacionalidade | Tempo | Notas           |
| ----------------- | ---- | ---------------- | ------------- | ----- | --------------- |
| Medalha de ouro   | 4    | Sarah Sjöström   | Suécia        | 55.64 | Recorde mundial |
| Medalha de prata  | 5    | Jeanette Ottesen | Dinamarca     | 57.05 |                 |
| Medalha de bronze | 3    | Lu Ying          | China         | 57.48 |                 |
| 4                 | 2    | Emma McKeon      | Austrália     | 57.67 |                 |
| 5                 | 6    | Katerine Savard  | Canadá        | 57.69 |                 |
| 6                 | 7    | Chen Xinyi       | China         | 57.85 |                 |
| 7                 | 8    | Noemie Thomas    | Canadá        | 57.94 |                 |
| 8                 | 1    | Alexandra Wenk   | Alemanha      | 58.22 |                 |

Legenda
| Recorde mundial       | Recorde mundial (World record)               |                       | Recorde africano                      | Recorde africano (African) |                                           | Q | Classificado por posição (Qualified) |
| Recorde do campeonato | Recorde do campeonato (Championship record)  | Recorde da América    | Recorde da América (Americas)         | q                          | Classificado por melhor tempo (Qualified) |   |                                      |
| Melhor marca do ano   | Melhor marca do ano (World leading)          | Recorde asiático      | Recorde asiático (Asian)              | DNS                        | Não largou (Did not start)                |   |                                      |
| Recorde nacional      | Recorde nacional (National record)           | Recorde europeu       | Recorde europeu (European)            | DNF                        | Não terminou (Did not finish)             |   |                                      |
| Recorde pessoal       | Recorde pessoal do atleta (Personal best)    | Recorde da Oceania    | Recorde da Oceania (Oceania)          | DSQ / DQ                   | Desclassificado (Disqualified)            |   |                                      |
| Recorde da temporada  | Recorde da temporada do atleta (Season best) | Recorde sul-americano | Recorde sul-americano (South America) | NM                         | Sem marca (No mark)                       |   |                                      |